# Dorflinde Alberschwende

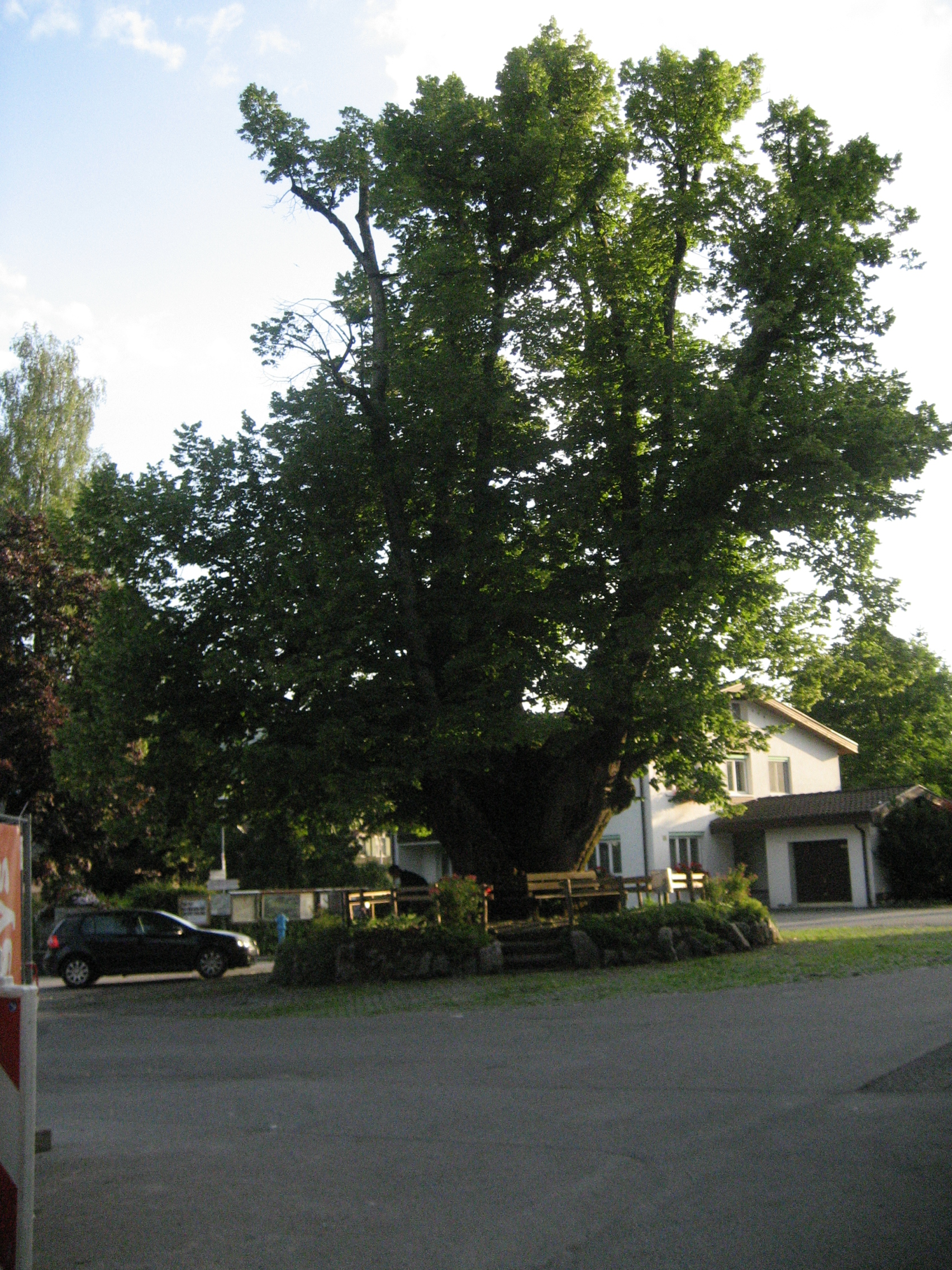
Dorflinde im Jahr 2009

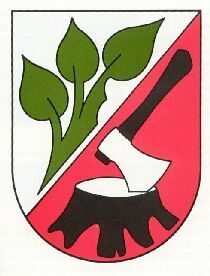
Wappen von Alberschwende

Die Dorflinde in Alberschwende ist eine etwa 800- bis 1000-jährige Linde. Sie steht am Dorfplatz vor der Pfarrkirche in der Gemeinde Alberschwende im Bregenzerwald im Bezirk Bregenz in Vorarlberg. Die Linde gilt als einer der ältesten Bäume in Vorarlberg und die älteste Linde des Landes.

## Geschichte
Nach einer Sage brachte der erste Siedler Alberich die Linde als Hutschmuck nach Alberschwende und pflanzte sie an der heutigen Stelle ein. Vermutlich hatte die Linde im Mittelalter die Funktion einer Gerichtslinde.
Der unterhöhlte Baum drohte um 1900 abzusterben, dies wurde mit Erdaufschüttungen verhindert. Die Asphaltierung des Dorfplatzes setzte dem Baum abermals zu und verschlechterten die Situation des kränkelnden Baumes. Die damals freistehenden Wurzeln wurden mit der Erdaufschüttung bedeckt, auf der sich heute die Sitzbänke befinden. 1974 wurde die Linde einer großen Operation unterzogen und seither immer wieder saniert. 2011 war die Linde in akuter Gefahr. Am 22. Oktober musste der Platz rund um die Linde abgesperrt werden, da die Stand- und Verkehrssicherheit nicht mehr gegeben war. Die Gemeinde teilte auf ihrer Homepage mit, dass der Baum vom Brandkrustenpilz befallen und im Inneren hochgradig zersetzt sei. In einer Rettungsaktion am 3. November 2011 konnte die Lebensdauer der Linde durch Stutzen der Krone, Sanierung und Sicherung um einige Jahre verlängert werden.

## Maße des Baumes
Der Stamm der Linde hat einen Umfang von acht Metern, wobei er innen hohl ist. Die Höhe des Baumes beträgt 25 Meter.

## Sonstiges
Die Linde ist im Wappen der Gemeinde Alberschwende integriert.